# Feuillée (kráter)

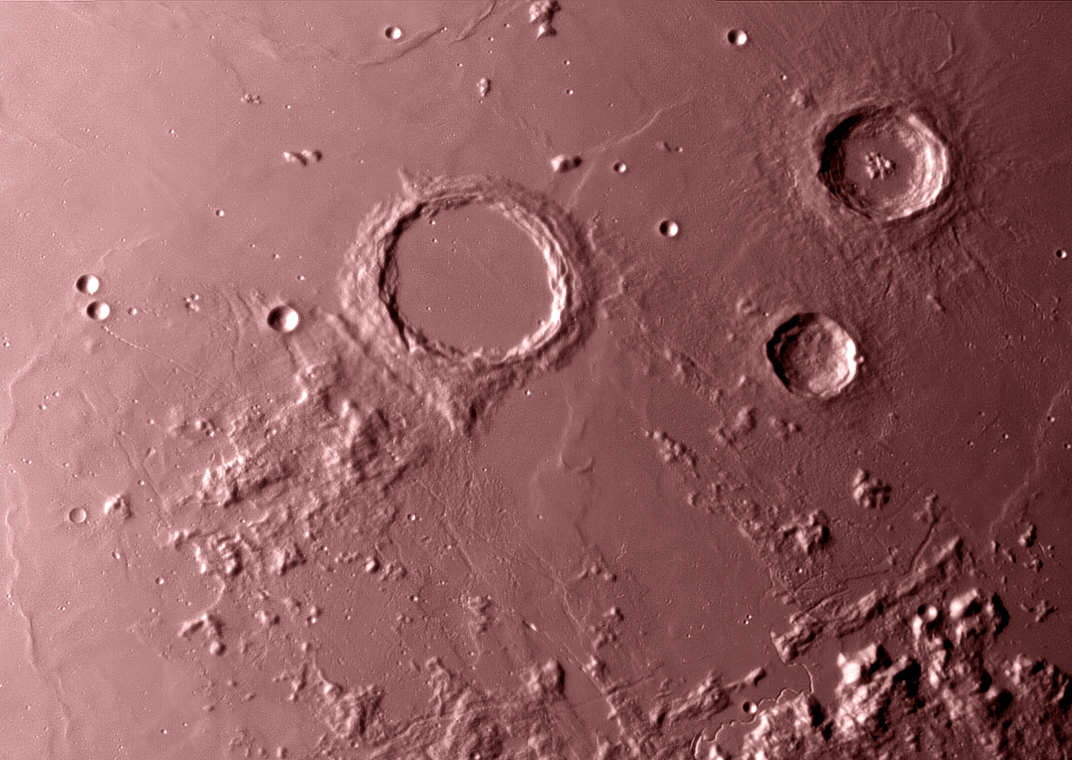
Na levém okraji fotografie se nachází dvojice malých kráterů Feuillée (horní kráter) a Beer (dolní kráter, fotografie není orientována severojižním směrem). Velký kráter přibližně uprostřed je Archimedes.

Feuillée je měsíční impaktní kráter nacházející se ve východní části Mare Imbrium (Moře dešťů) východně od výrazného kráteru Timocharis na přivrácené straně Měsíce. Má průměr 9,5 km a je hluboký 1,8 km, pojmenován je podle francouzského přírodovědce a astronoma Louise Feuilléeho.
V jeho těsné blízkosti se nachází zhruba stejně velký kráter Beer, východo-severovýchodním směrem leží kráter Bancroft. Jiho-jihozápadně leží malý kráter Pupin, jiho-jihovýchodně kráter MacMillan.